# (43293) Banting
(43293) Banting ist ein Asteroid des äußeren Hauptgürtels, der am 1. April 2000 vom australischen Amateurastronomen John Broughton am Reedy-Creek-Observatorium (IAU-Code 428) entdeckt wurde. Das Observatorium befindet sich im Ortsteil Reedy Creek der Stadt Gold Coast in Queensland. Sichtungen des Asteroiden hatte es vorher schon am 5. und 9. Mai 1991 unter der vorläufigen Bezeichnung 1991 XP2 am japanischen Observatorium in der Nähe von Kushiro sowie am 4. und 5. Oktober 1996 (1996 TC50) am La-Silla-Observatorium der Europäischen Südsternwarte in Chile gegeben.
Der mittlere Durchmesser des Asteroiden wurde mit 10,326 (±0,317) km berechnet, die Albedo mit 0,055 (±0,014).
(43293) Banting wurde am 19. Februar 2006 nach dem kanadischen Arzt Frederick Banting benannt, der zusammen mit Charles Best als Mitentdecker des Insulins beim Menschen gilt. Frederick Banting erhielt gemeinsam mit John James Rickard Macleod 1923 den Nobelpreis für Physiologie oder Medizin. Schon 1973 war ein Mondkrater der nördlichen Mondvorderseite nach Banting benannt worden: Mondkrater Banting.